# 峯村敏明
峯村 敏明（みねむら としあき、1936年1月13日 - ）は、日本の美術評論家、多摩美術大学名誉教授。

## 概要
長野県生まれ。1960年、東京大学文学部仏文科卒業後、1971年まで毎日新聞社勤務。以後、美術批評活動を始める。
主な組織、審査、運営などの活動として、東京ビエンナーレ’70の組織・運営（1970年）、パリ・ビエンナーレの審査員・運営委員（1971年、1973年、1975年）、テレビ番組『アート・レポート』の構成・出演（1976年 - 1982年、毎週、テレビ朝日）、サンパウロ・ビエンナーレの審査員･運営委員（1977年、1981年）、インド・トリエンナーレの日本コミッショナー（1994年、1997年）、「平行芸術展」の企画・構成（1981年 - 2005年、全20回）、がある。
1979年より多摩美術大学にて教鞭をとり、2006年に多摩美術大学芸術学科を退職。2012年1月より国際美術批評家連盟日本支部の会長に就任し、2017年に辞任。2022年より美学出版から「峯村敏明著作集」の刊行を開始した。

## 著書
- 『彫刻の呼び声』水声社、2005年
- 『峯村敏明著作集Ⅳ 外国作家論・選』美学出版、2022年

## 個展
- ときわ画廊（東京） 1997年
- ギャラリーGAN（東京） 2005年

## グループ展
- 愚自楽園国際彫刻シンポジウム（桂林、中国） 1998年
- フォンタナブオナ黒石彫刻シンポジウム（ジェノヴァ、イタリア） 2000年
- 詩と彫刻の国際芸術シンポジウム（ヴァーラーナシ、インド） 2005年
- 日本現代芸術祭（ヘイリ、韓国） 2007年